# Rally del Giappone 2022
Il Rally del Giappone 2022, ufficialmente denominato FORUM8 Rally Japan 2022, è stata la tredicesima e ultima prova del campionato del mondo rally 2022 nonché la settima edizione del Rally del Giappone con valenza mondiale. La manifestazione si è svolta dal 10 al 13 novembre sulle strade della regione di Chūbu prevalentemente nella prefettura di Aichi con alcuni sconfinamenti nella vicina prefettura di Gifu; il quartier generale del rally si trovava a Toyota, città dove ha sede legale l'omonima azienda automobilistica, mentre all'esterno del Toyota Stadium venne allestito il parco assistenza per tutti i concorrenti. La precedente edizione si disputò nel 2010 su sterrato e in una zona differente rispetto a questa, corsasi invece su asfalto.
L'evento è stato vinto al belga Thierry Neuville, navigato dal connazionale Martijn Wydaeghe, al volante di una Hyundai i20 N Rally1 della scuderia Hyundai Shell Mobis WRT, davanti alla coppia estone formata dai compagni di squadra Ott Tänak e Martin Järveoja, secondi classificati, e a quella composta dal pilota di casa Takamoto Katsuta e dall'irlandese Aaron Johnston, terzi su Toyota GR Yaris Rally1 del team Toyota Gazoo Racing WRT NG.
Il lussemburghese Grégoire Munster e il belga Louis Louka su Hyundai i20 N Rally2 hanno invece conquistato il primo successo in carriera nel campionato WRC-2, mentre i finlandesi Emil Lindholm e Reeta Hämäläinen si sono aggiudicati i titoli iridati piloti e copiloti della serie cadetta.

## Dati della prova
| Denominazione ufficiale             | FORUM8 Rally Japan                                                      |
| Edizione N°                         | 7                                                                       |
| Tappa N°                            | 13 di 13                                                                |
| Data manifestazione                 | da giovedì 10/11/2022 a domenica 13/11/2022                             |
| Sede ospitante                      | Toyota (prefettura di Aichi, regione di Chūbu, Giappone)                |
| Sede parco assistenza               | stadio Toyota, Toyota                                                   |
| Superficie                          | Asfalto                                                                 |
| Direttore di gara                   | Haruo Takakuwa                                                          |
| Iscritti                            | 36                                                                      |
| Partiti                             | 36                                                                      |
| Arrivati                            | 32 (88,9%)                                                              |
| Prove speciali previste             | 19                                                                      |
| Prove speciali disputate            | 16 (3 cancellate)                                                       |
| Prova più breve                     | 1,40 km (PS14: Okazaki City SSS 2)                                      |
| Prova più lunga                     | 23,29 km (PS2: Isegami's Tunnel 1)                                      |
| Prova più lenta                     | velocità media di 63,96 km/h (PS14: Okazaki City SSS 2)                 |
| Prova più veloce                    | velocità media di 120,51 km/h (PS10: Shinshiro City)                    |
| Lunghezza prove speciali previste   | 283,27 km                                                               |
| Lunghezza prove speciali disputate  | 231,09 km (21,4% della distanza totale effettiva - cancellati 52,18 km) |
| Lunghezza complessiva trasferimenti | 681,98 km                                                               |
| Distanza totale effettiva           | 913,07 km                                                               |
| Media oraria del vincitore          | velocità media di 84,6 km/h (231,09 km in 2h43'52"3)                    |

## Itinerario
Novità dell'edizione 2022:
- La manifestazione è completamente inedita in quanto le edizioni precedenti, di cui l'ultima si tenne nel 2010, si svolsero da tutt'altra parte (nell'isola di Hokkaido) e su sfondo sterrato.

| Frazione            | Prova  | Ora    | Nome                                                | Lunghezza | Totale    |
| ------------------- | ------ | ------ | --------------------------------------------------- | --------- | --------- |
| Frazione 1 (10 nov) | PS1    | 17:38  | Kuragaike Park                                      | 2,75 km   | 2,75 km   |
|                     |        |        |                                                     |           |           |
| Frazione 2 (11 nov) |        | 05:34  | Assistenza – stadio Toyota, Toyota (15 min)         | –         | 130,22 km |
| Frazione 2 (11 nov) | PS2    | 07:02  | Isegami's Tunnel 1                                  | 23,29 km  | 130,22 km |
| Frazione 2 (11 nov) | PS3    | 08:00  | Inabu Dam 1                                         | 19,38 km  | 130,22 km |
| Frazione 2 (11 nov) | PS4    | 08:58  | Shitara Town R 1                                    | 22,44 km  | 130,22 km |
| Frazione 2 (11 nov) |        | 11:38  | Assistenza – stadio Toyota, Toyota (40 min)         | –         | 130,22 km |
| Frazione 2 (11 nov) | PS5    | 13:31  | Isegami's Tunnel 2                                  | 23,29 km  | 130,22 km |
| Frazione 2 (11 nov) | PS6    | 14:29  | Inabu Dam 2                                         | 19,38 km  | 130,22 km |
| Frazione 2 (11 nov) | PS7    | 15:27  | Shitara Town R 2                                    | 22,44 km  | 130,22 km |
| Frazione 2 (11 nov) |        | 18:07  | Assistenza (flexi) – stadio Toyota, Toyota (45 min) | –         | 130,22 km |
|                     |        |        |                                                     |           |           |
| Frazione 3 (12 nov) |        | 05:54  | Assistenza – stadio Toyota, Toyota (15 min)         | –         | 80,48 km  |
| Frazione 3 (12 nov) | PS8    | 07:07  | Nukata Forest 1                                     | 20,56 km  | 80,48 km  |
| Frazione 3 (12 nov) | PS9    | 08:08  | Lake Mikawako 1                                     | 14,74 km  | 80,48 km  |
| Frazione 3 (12 nov) | PS10   | 09:03  | Shinshiro City                                      | 7,08 km   | 80,48 km  |
| Frazione 3 (12 nov) |        | 10:59  | Assistenza – stadio Toyota, Toyota (40 min)         | –         | 80,48 km  |
| Frazione 3 (12 nov) | PS11   | 12:37  | Nukata Forest 2                                     | 20,56 km  | 80,48 km  |
| Frazione 3 (12 nov) | PS12   | 13:38  | Lake Mikawako 2                                     | 14,74 km  | 80,48 km  |
| Frazione 3 (12 nov) | PS13   | 15:36  | Okazaki City SSS 1                                  | 1,40 km   | 80,48 km  |
| Frazione 3 (12 nov) | PS14   | 15:49  | Okazaki City SSS 2                                  | 1,40 km   | 80,48 km  |
| Frazione 3 (12 nov) |        | 16:59  | Assistenza (flexi) – stadio Toyota, Toyota (45 min) | –         | 80,48 km  |
|                     |        |        |                                                     |           |           |
| Frazione 4 (13 nov) |        | 06:44  | Assistenza – stadio Toyota, Toyota (15 min)         | –         | 69,82 km  |
| Frazione 4 (13 nov) | PS15   | 08:08  | Asahi Kougen 1                                      | 7,52 km   | 69,82 km  |
| Frazione 4 (13 nov) | PS16   | 09:12  | Ena City 1                                          | 21,59 km  | 69,82 km  |
| Frazione 4 (13 nov) | PS17   | 10:10  | Nenoue Plateau                                      | 11,60 km  | 69,82 km  |
| Frazione 4 (13 nov) | PS18   | 11:48  | Ena City 2                                          | 21,59 km  | 69,82 km  |
| Frazione 4 (13 nov) | PS19   | 14:18  | Asahi Kougen 2 (power stage)                        | 7,52 km   | 69,82 km  |
| Totale              | Totale | Totale | Totale                                              | Totale    | 283,27 km |

## Risultati

### Classifica
| Pos.      | Nº       | Pilota            | Copilota               | Auto                   | Squadra                    | Classe/Validità | Tempo     | Distacco   | Punti    |
| Generale  | Generale | Generale          | Generale               | Generale               | Generale                   | Generale        | Generale  | Generale   | Generale |
| --------- | -------- | ----------------- | ---------------------- | ---------------------- | -------------------------- | --------------- | --------- | ---------- | -------- |
| 1.        | 11       | Thierry Neuville  | Martijn Wydaeghe       | Hyundai i20 N Rally1   | Hyundai Shell Mobis WRT    | WRC             | 2h43'52"3 | –          | 27       |
| 2.        | 8        | Ott Tänak         | Martin Järveoja        | Hyundai i20 N Rally1   | Hyundai Shell Mobis WRT    | WRC             | 2h45'03"4 | +1'11"1    | 18       |
| 3.        | 18       | Takamoto Katsuta  | Aaron Johnston         | Toyota GR Yaris Rally1 | Toyota Gazoo Racing WRT NG | WRC             | 2h46'03"6 | +2'11"3    | 15       |
| 4.        | 1        | Sébastien Ogier   | Benjamin Veillas       | Toyota GR Yaris Rally1 | Toyota Gazoo Racing WRT    | WRC             | 2h46'15"9 | +2'23"6    | 12       |
| 5.        | 33       | Elfyn Evans       | Scott Martin           | Toyota GR Yaris Rally1 | Toyota Gazoo Racing WRT    | WRC             | 2h47'57"4 | +4'05"1    | 10       |
| 6.        | 44       | Gus Greensmith    | Jonas Andersson        | Ford Puma Rally1       | M-Sport Ford WRT           | WRC             | 2h47'59"7 | +4'07"4    | 8        |
| 7.        | 24       | Grégoire Munster  | Louis Louka            | Hyundai i20 N Rally2   | -                          | WRC-2           | 2h51'43"1 | +7'50"8    | 6        |
| 8.        | 22       | Teemu Suninen     | Mikko Markkula         | Hyundai i20 N Rally2   | Hyundai Motorsport N       | WRC-2           | 2h52'04"7 | +8'12"4    | 7        |
| 9.        | 21       | Emil Lindholm     | Reeta Hämäläinen       | Škoda Fabia Rally2 Evo | Toksport WRT               | WRC-2           | 2h52'17"9 | +8'25"6    | 2        |
| 10.       | 29       | Heikki Kovalainen | Sae Kitagawa           | Škoda Fabia R5         | -                          | WRC-2           | 2h52'52"1 | +8'59"8    | 1        |
| ...       | ...      | ...               | ...                    | ...                    | ...                        | ...             | ...       | ...        | ...      |
| 14.       | 28       | Mauro Miele       | Luca Beltrame          | Škoda Fabia Rally2 Evo | Toksport WRT 2             | WRC-2           | 2h56'25"8 | +12'33"5   | 4        |
| ...       | ...      | ...               | ...                    | ...                    | ...                        | ...             | ...       | ...        | ...      |
| 24.       | 42       | Craig Breen       | James Fulton           | Ford Puma Rally1       | M-Sport Ford WRT           | WRC             | 3h17'14"5 | +33'22"2   | 5        |
| ...       | ...      | ...               | ...                    | ...                    | ...                        | ...             | ...       | ...        | ...      |
| 29.       | 27       | Fabrizio Zaldivar | Marcelo Der Ohannesian | Hyundai i20 N Rally2   | Hyundai Motorsport N       | WRC-2           | 3h44'44"5 | +1h00'52"2 | 1        |
| WRC-2     |          |                   |                        |                        |                            |                 |           |            |          |
| 1. (7.)   | 24       | Grégoire Munster  | Louis Louka            | Hyundai i20 N Rally2   | -                          | WRC-2           | 2h51'43"1 | –          | 25       |
| 2. (8.)   | 22       | Teemu Suninen     | Mikko Markkula         | Hyundai i20 N Rally2   | Hyundai Motorsport N       | WRC-2           | 2h52'04"7 | +21"6      | 20       |
| 3. (9.)   | 21       | Emil Lindholm     | Reeta Hämäläinen       | Škoda Fabia Rally2 Evo | Toksport WRT               | WRC-2           | 2h52'17"9 | +34"8      | 15       |
| 4. (10.)  | 29       | Heikki Kovalainen | Sae Kitagawa           | Škoda Fabia R5         | -                          | WRC-2           | 2h52'52"1 | +1'09"0    | 15       |
| 5. (11.)  | 23       | Sami Pajari       | Enni Mälkönen          | Škoda Fabia Rally2 Evo | -                          | WRC-2           | 2h52'53"1 | +1'10"0    | 10       |
| 6. (13.)  | 26       | Sean Johnston     | Alexander Kihurani     | Citroën C3 Rally2      | Saintéloc Junior Team      | WRC-2           | 2h54'45"8 | +3'02"7    | 8        |
| 7. (14.)  | 28       | Mauro Miele       | Luca Beltrame          | Škoda Fabia Rally2 Evo | Toksport WRT 2             | WRC-2           | 2h56'25"8 | +4'42"7    | 9        |
| 8. (16.)  | 30       | Osamu Fukunaga    | Misako Saida           | Škoda Fabia R5         | -                          | WRC-2           | 3h01'55"5 | +10'12"4   | 4        |
| 9. (17.)  | 35       | Eamonn Boland     | MJ                     | Ford Fiesta Rally2     | -                          | WRC-2           | 3h02'34"3 | +10'51"2   | 2        |
| 10. (18.) | 32       | Luke Anear        | Stuart Loudon          | Ford Fiesta Rally2     | -                          | WRC-2           | 3h05'19"4 | +13'36"3   | 1        |
| ...       | ...      | ...               | ...                    | ...                    | ...                        | ...             | ...       | ...        | ...      |
| 14. (29.) | 27       | Fabrizio Zaldivar | Marcelo Der Ohannesian | Hyundai i20 N Rally2   | Hyundai Motorsport N       | WRC-2           | 3h44'44"5 | +53'01"4   | 2        |

| Principali ritiri | Principali ritiri | Principali ritiri    | Principali ritiri  | Principali ritiri      | Principali ritiri       | Principali ritiri | Principali ritiri | Principali ritiri |
| PS                | Nº                | Pilota               | Copilota           | Auto                   | Squadra                 | Classe            | Causa             | Pos. rit.         |
| ----------------- | ----------------- | -------------------- | ------------------ | ---------------------- | ----------------------- | ----------------- | ----------------- | ----------------- |
| PS 1              | 31                | Toshihiro Arai       | Naoya Tanaka       | Citroën C3 Rally2      | -                       | WRC-2             | Incidente         | -                 |
| PS 2              | 6                 | Dani Sordo           | Cándido Carrera    | Hyundai i20 N Rally1   | Hyundai Shell Mobis WRT | WRC               | Incendio          | 9º                |
| PS 2              | 20                | Kajetan Kajetanowicz | Maciej Szczepaniak | Škoda Fabia Rally2 Evo | -                       | WRC-2             | Incidente         | 12º               |

Legenda

Pos. = posizione; Nº = numero di gara; PS = prova speciale; Pos. rit. = posizione detenuta prima del ritiro.
| Icona   | Note                                                                                     |
| ------- | ---------------------------------------------------------------------------------------- |
| WRC     | Equipaggio di classe Rally1 che può conquistare punti per il campionato costruttori.     |
| WRC     | Equipaggio di classe Rally1 che non può conquistare punti per il campionato costruttori. |
| WRC-2   | Equipaggio di classe RC2 registrato al campionato WRC-2.                                 |
| WRC-3   | Equipaggio di classe RC3 registrato al campionato WRC-3.                                 |
| WRC-3 J | Equipaggio di classe RC3 registrato al campionato WRC-3 Junior.                          |
|         | Ulteriori classificazioni                                                                |

### Prove speciali
| Frazione            | Prova | Ora   | Nome                         | Lunghezza | Vincitori                         | Tempo            | Velocità media   | Leader del rally                  |
| ------------------- | ----- | ----- | ---------------------------- | --------- | --------------------------------- | ---------------- | ---------------- | --------------------------------- |
| Frazione 1 (10 nov) | PS1   | 17:38 | Kuragaike Park               | 2,75 km   | Sébastien Ogier Vincent Landais   | 2'07"0           | 78,0 km/h        | Sébastien Ogier Vincent Landais   |
|                     |       |       |                              |           |                                   |                  |                  |                                   |
| Frazione 2 (11 nov) | PS2   | 07:02 | Isegami's Tunnel 1           | 23,29 km  | Kalle Rovanperä Jonne Halttunen   | 17'44"6          | 78,8 km/h        | Kalle Rovanperä Jonne Halttunen   |
| Frazione 2 (11 nov) | PS3   | 08:00 | Inabu Dam 1                  | 19,38 km  | Prova cancellata                  | Prova cancellata | Prova cancellata | Kalle Rovanperä Jonne Halttunen   |
| Frazione 2 (11 nov) | PS4   | 08:58 | Shitara Town R 1             | 22,44 km  | Elfyn Evans Scott Martin          | 14'23"3          | 93,6 km/h        | Thierry Neuville Martijn Wydaeghe |
| Frazione 2 (11 nov) | PS5   | 13:31 | Isegami's Tunnel 2           | 14,33 km  | Elfyn Evans Scott Martin          | 10'38"0          | 80,9 km/h        | Elfyn Evans Scott Martin          |
| Frazione 2 (11 nov) | PS6   | 14:29 | Inabu Dam 2                  | 19,38 km  | Kalle Rovanperä Jonne Halttunen   | 12'18"9          | 94,4 km/h        | Elfyn Evans Scott Martin          |
| Frazione 2 (11 nov) | PS7   | 15:27 | Shitara Town R 2             | 22,44 km  | Prova cancellata                  | Prova cancellata | Prova cancellata | Elfyn Evans Scott Martin          |
|                     |       |       |                              |           |                                   |                  |                  | Elfyn Evans Scott Martin          |
| Frazione 3 (12 nov) | PS8   | 07:07 | Nukata Forest 1              | 20,56 km  | Elfyn Evans Scott Martin          | 14'17"1          | 86,4 km/h        | Elfyn Evans Scott Martin          |
| Frazione 3 (12 nov) | PS9   | 08:08 | Lake Mikawako 1              | 14,74 km  | Sébastien Ogier Vincent Landais   | 10'26"5          | 84,7 km/h        | Elfyn Evans Scott Martin          |
| Frazione 3 (12 nov) | PS10  | 09:03 | Shinshiro City               | 7,08 km   | Ott Tänak Martin Järveoja         | 3'31"5           | 120,5 km/h       | Elfyn Evans Scott Martin          |
| Frazione 3 (12 nov) | PS11  | 12:37 | Nukata Forest 2              | 20,56 km  | Sébastien Ogier Vincent Landais   | 14'06"9          | 87,4 km/h        | Elfyn Evans Scott Martin          |
| Frazione 3 (12 nov) | PS12  | 13:38 | Lake Mikawako 2              | 14,74 km  | Sébastien Ogier Vincent Landais   | 10'18"2          | 85,8 km/h        | Thierry Neuville Martijn Wydaeghe |
| Frazione 3 (12 nov) | PS13  | 15:36 | Okazaki City SSS 1           | 1,40 km   | Prova cancellata                  | Prova cancellata | Prova cancellata | Thierry Neuville Martijn Wydaeghe |
| Frazione 3 (12 nov) | PS14  | 15:49 | Okazaki City SSS 2           | 1,40 km   | Thierry Neuville Martijn Wydaeghe | 1'18"8           | 64,0 km/h        | Thierry Neuville Martijn Wydaeghe |
|                     |       |       |                              |           |                                   |                  |                  | Thierry Neuville Martijn Wydaeghe |
| Frazione 4 (13 nov) | PS15  | 08:08 | Asahi Kougen 1               | 7,52 km   | Elfyn Evans Scott Martin          | 4'49"5           | 93,5 km/h        | Thierry Neuville Martijn Wydaeghe |
| Frazione 4 (13 nov) | PS16  | 09:12 | Ena City 1                   | 21,59 km  | Thierry Neuville Martijn Wydaeghe | 15'38"7          | 82,8 km/h        | Thierry Neuville Martijn Wydaeghe |
| Frazione 4 (13 nov) | PS17  | 10:10 | Nenoue Plateau               | 11,60 km  | Sébastien Ogier Vincent Landais   | 7'45"1           | 89,8 km/h        | Thierry Neuville Martijn Wydaeghe |
| Frazione 4 (13 nov) | PS18  | 11:48 | Ena City 2                   | 21,59 km  | Craig Breen James Fulton          | 17'42"1          | 73,2 km/h        | Thierry Neuville Martijn Wydaeghe |
| Frazione 4 (13 nov) | PS19  | 14:18 | Asahi Kougen 2 (power stage) | 7,52 km   | Craig Breen James Fulton          | 5'20"5           | 84,5 km/h        | Thierry Neuville Martijn Wydaeghe |

### Power stage
PS19: Asahi Kougen 2 di 7,52 km, disputatasi domenica 13 novembre 2022 alle ore 14:18 (UTC+9).
| Pos. | Nº | Pilota            | Copilota               | Auto                   | Squadra                 | Classe | Tempo  | Distacco | PP | PC |
| ---- | -- | ----------------- | ---------------------- | ---------------------- | ----------------------- | ------ | ------ | -------- | -- | -- |
| 1    | 42 | Craig Breen       | James Fulton           | Ford Puma Rally1       | M-Sport Ford WRT        | Rally1 | 5'20"5 | –        | 5  | 5  |
| 2    | 28 | Mauro Miele       | Luca Beltrame          | Škoda Fabia Rally2 Evo | Toksport WRT 2          | Rally2 | 5'32"3 | +11"8    | 4  | –  |
| 3    | 22 | Teemu Suninen     | Mikko Markkula         | Hyundai i20 N Rally2   | Hyundai Motorsport N    | Rally2 | 5'33"7 | +13"2    | 3  | –  |
| 4    | 11 | Thierry Neuville  | Martijn Wydaeghe       | Hyundai i20 N Rally1   | Hyundai Shell Mobis WRT | Rally1 | 5'35"4 | +14"9    | 2  | 2  |
| 5    | 27 | Fabrizio Zaldivar | Marcelo Der Ohannesian | Hyundai i20 N Rally2   | Hyundai Motorsport N    | Rally2 | 5'48"0 | +27"5    | 1  | –  |

Legenda:

Pos.= Posizione; Nº = Numero di gara; PP = Punti campionato piloti/copiloti; PC = Punti campionato costruttori.

## Classifiche mondiali definitive
Classifica piloti
| Pos. | Pos. | Pilota                | Punti |
| ---- | ---- | --------------------- | ----- |
| 1    |      | Kalle Rovanperä       | 255   |
| 2    |      | Ott Tänak             | 205   |
| 3    |      | Thierry Neuville      | 193   |
| 4    |      | Elfyn Evans           | 134   |
| 5    |      | Takamoto Katsuta      | 122   |
| 6    |      | Sébastien Ogier       | 97    |
| 7    |      | Craig Breen           | 84    |
| 8    |      | Dani Sordo            | 59    |
| 9    |      | Esapekka Lappi        | 58    |
| 10   |      | Gus Greensmith        | 44    |
| 11   |      | Sébastien Loeb        | 35    |
| 12   |      | Oliver Solberg        | 33    |
| 13   |      | Pierre-Louis Loubet   | 31    |
| 14   |      | Andreas Mikkelsen     | 25    |
| 15   |      | Emil Lindholm         | 16    |
| 16   |      | Adrien Fourmaux       | 13    |
| 17   |      | Yohan Rossel          | 11    |
| 18   |      | Nikolaj Grjazin       | 11    |
| 19   |      | Kajetan Kajetanowicz  | 10    |
| 20   | 7    | Teemu Suninen         | 9     |
| 21   | 1    | Hayden Paddon         | 8     |
| 22   | 1    | Stéphane Lefebvre     | 8     |
| 23   | N    | Grégoire Munster      | 6     |
| 24   | 2    | Jourdan Serderidis    | 6     |
| 25   | 2    | Lorenzo Bertelli      | 6     |
| 26   | 2    | Jari Huttunen         | 5     |
| 27   | 2    | Ole Christian Veiby   | 4     |
| 28   | N    | Mauro Miele           | 4     |
| 29   | 3    | Chris Ingram          | 2     |
| 30   | 2    | Erik Cais             | 2     |
| 31   | 2    | Jan Solans            | 2     |
| 32   | 2    | Alexandros Tsouloftas | 2     |
| 33   | 2    | Shane van Gisbergen   | 2     |
| 34   | 2    | Egon Kaur             | 2     |
| 35   | 2    | Eyvind Brynildsen     | 1     |
| 36   | 2    | Harry Bates           | 1     |
| 37   | N    | Heikki Kovalainen     | 1     |
| 38   | N    | Fabrizio Zaldivar     | 1     |

Classifica copiloti
| Pos. | Pos. | Pilota                 | Punti |
| ---- | ---- | ---------------------- | ----- |
| 1    |      | Jonne Halttunen        | 255   |
| 2    |      | Martin Järveoja        | 205   |
| 3    |      | Martijn Wydaeghe       | 193   |
| 4    |      | Scott Martin           | 134   |
| 5    |      | Aaron Johnston         | 122   |
| 6    |      | Benjamin Veillas       | 85    |
| 7    |      | Paul Nagle             | 79    |
| 8    |      | Cándido Carrera        | 59    |
| 9    |      | Janne Ferm             | 58    |
| 10   |      | Jonas Andersson        | 44    |
| 11   | 2    | Vincent Landais        | 43    |
| 12   | 1    | Isabelle Galmiche      | 35    |
| 13   | 1    | Elliott Edmondson      | 33    |
| 14   |      | Torstein Eriksen       | 25    |
| 15   |      | Reeta Hämäläinen       | 16    |
| 16   |      | Alexandre Coria        | 13    |
| 17   |      | Valentin Sarreaud      | 11    |
| 18   |      | Konstantin Aleksandrov | 11    |
| 19   |      | Maciej Szczepaniak     | 10    |
| 20   | 7    | Mikko Markkula         | 9     |
| 21   | 1    | Andy Malfoy            | 8     |
| 22   | 1    | John Kennard           | 8     |
| 23   | N    | Louis Louka            | 6     |
| 24   | 2    | Frédéric Miclotte      | 6     |
| 25   | 2    | Lorenzo Granai         | 6     |
| 26   | 2    | Mikko Lukka            | 5     |
| 27   | N    | James Fulton           | 5     |
| 28   | 3    | Stig Rune Skjærmoen    | 4     |
| 29   | N    | Luca Beltrame          | 4     |
| 30   | 4    | Craig Drew             | 2     |
| 31   | 3    | Petr Těšínský          | 2     |
| 32   | 3    | Ross Whittock          | 2     |
| 33   | 3    | Rodrigo Sanjuan        | 2     |
| 34   | 3    | Glen Weston            | 2     |
| 35   | 3    | Silver Simm            | 2     |
| 36   | 3    | Roger Eilertsen        | 1     |
| 37   | 3    | John McCarthy          | 1     |
| 38   | N    | Sae Kitagawa           | 1     |
| 39   | N    | Marcelo Der Ohannesian | 1     |

Classifica costruttori WRC
| Pos. | Pos. | Squadra                    | Punti |
| ---- | ---- | -------------------------- | ----- |
| 1    |      | Toyota Gazoo Racing WRT    | 525   |
| 2    |      | Hyundai Shell Mobis WRT    | 455   |
| 3    |      | M-Sport Ford WRT           | 257   |
| 4    |      | Toyota Gazoo Racing WRT NG | 138   |

Legenda:

Pos.= Posizione;  N = In classifica per la prima volta.